# Technisches Museum Wien
Technisches Museum Wien (německy doslovně Technické muzeum Vídeň) je muzeum ve Vídni. Obsahuje exponáty a modely z historie techniky, se zvláštním ohledem na rakouskou spoluúčast na technologickém vývoji.
Muzeum se nachází ve vídeňské čtvrti Penzing na Mariahilfer Straße 212 u parku Gustava Jägera.
O vybudování muzea bylo rozhodnuto v roce 1908 u příležitosti 60. výročí nástupu Františka Josefa I. na rakouský trůn. V následujícím roce byly zahájeny stavební práce a muzeum bylo pro veřejnost otevřeno 6. května 1918.

## Galerie

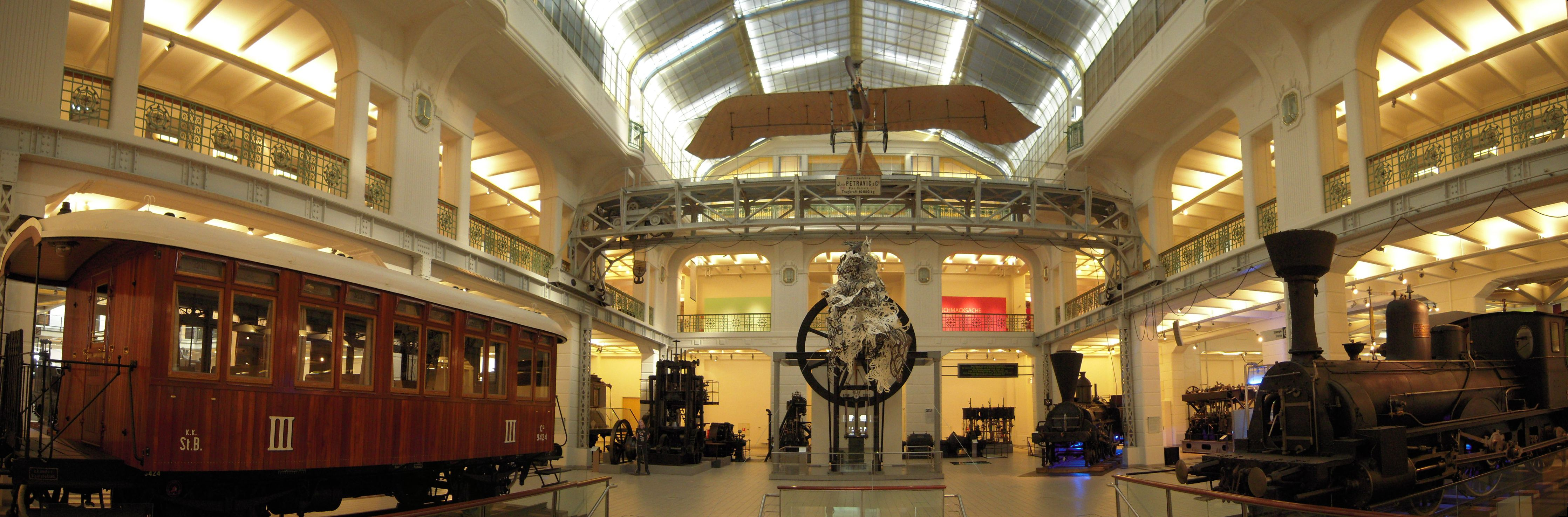
Vstupní hala muzea.
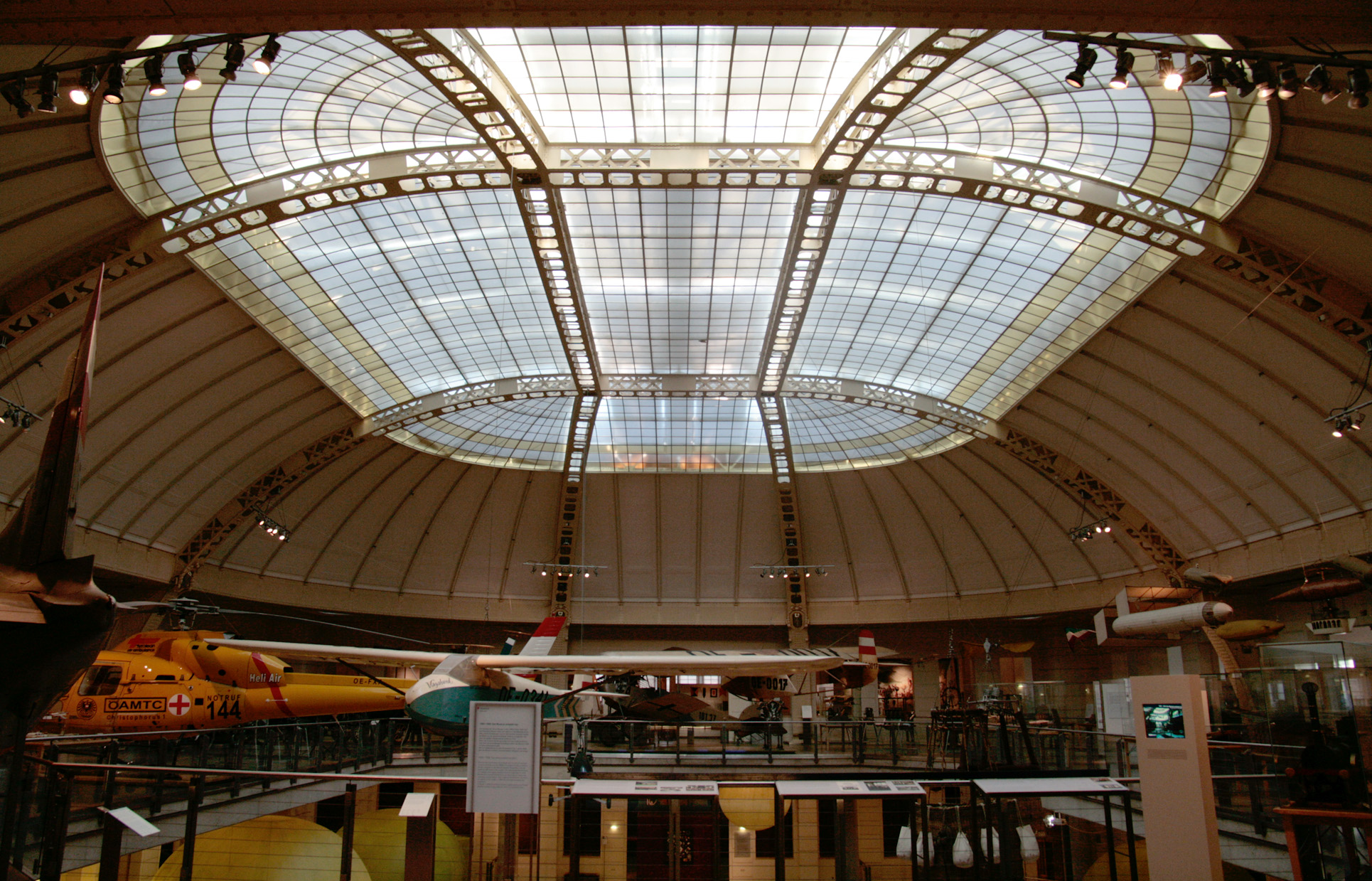
Boční trakt s exponáty letecké techniky
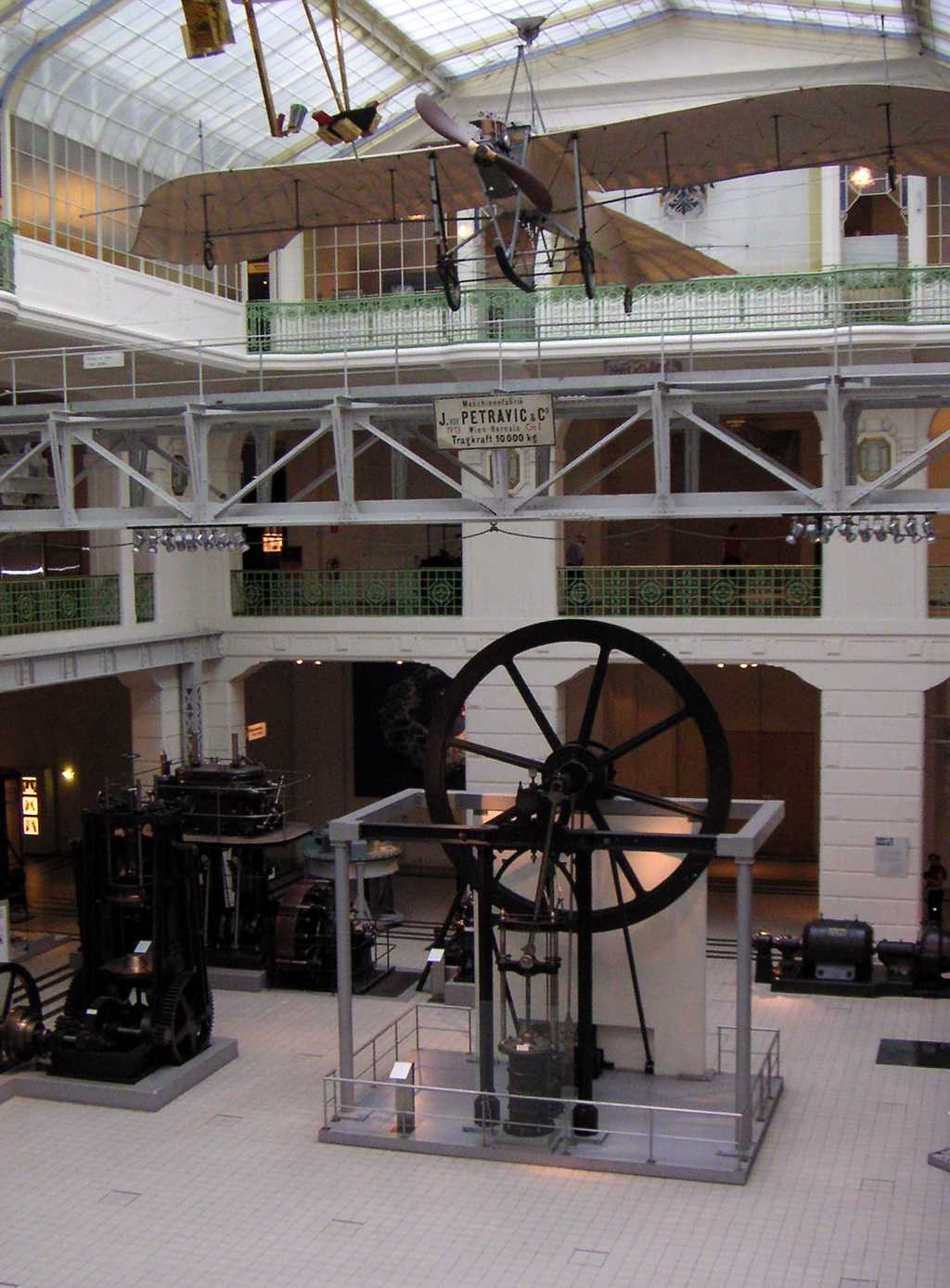
Interiér muzea